# Charles Thone
Charles Thone (ur. 4 stycznia 1924 w Hartington w stanie Nebraska, zm. 7 marca 2018 w Lincoln, Nebraska) – amerykański polityk, działacz Partii Republikańskiej, prawnik.

## Życiorys
Walczył w II wojnie światowej. W latach 1971–1979 reprezentował 1. okręg Nebraski w Izbie Reprezentantów Stanów Zjednoczonych. Od 1979 do 1983 pełnił funkcję gubernatora stanu Nebraska.
16 sierpnia 1953 poślubił Ruth Raymond. Para miała trzy córki. 